# Dematioscypha richonis
Dematioscypha richonis är en svampart som först beskrevs av Jean Louis Emile Boudier, och fick sitt nu gällande namn av Huhtinen 1987. Dematioscypha richonis ingår i släktet Dematioscypha och familjen Hyaloscyphaceae.  Arten är reproducerande i Sverige. Utöver nominatformen finns också underarten olivacea.